# Phuture
Phuture est un groupe de musique électronique américain fondé en 1985 à Chicago par le platiniste, producteur et compositeur DJ Pierre ainsi que les musiciens Earl « Spanky » Smith Jr. et Herb J. Ils réalisent en 1987 ce qui reste à ce jour le morceau-clé du son acid house : Acid Trax, produit par Marshall Jefferson sous le label Trax Records.
Cependant, la carrière de la formation ne se résume pas au fameux titre cité plus haut, puisque par la suite, elle sort – occasionnellement sous les pseudonymes de Phuture Pfantasy Club et Phortune – un certain nombre de compositions réputées pour être des classiques de la house de Chicago, notamment Your Only Friend, The Creator, We Are Phuture, String Free, Slam, Unity, Can You Feel The Bass, You Wanna Party et Jiggerwatts, tous enregistrés entre 1987 et 1988.
Après les départs successifs de Herb J et DJ Pierre, remplacés par Roy Davis Jr. et Damon « Professor Traxx » Neloms, Phuture enregistre divers morceaux pour le label Strictly Rhythm dont Inside Out (1992) et Mental Breakdown (This Is Cocaine) (1993), se renomme Phuture 303 puis sort deux albums : Alpha & Omega en 1997 et Survival's Our Mission en 2001.